# Попов, Иван Васильевич (инженер-геолог)
Иван Васильевич Попо́в (англ. Popov, Ivan V.; 1889—1974) — русский, советский инженер-геолог, один из основоположников отечественной инженерной геологии, профессор кафедры грунтоведения и инженерной геологии МГУ (1954—1974).

## Биография
Иван Васильевич родился 27 сентября (9 октября) 1889 года в Риге (ныне Латвия) в семье директора реального училища в Риге, там же он получил начальное образование. Затем в 1907 году поступил учиться на горный факультет Донского политехнического института в Новочеркасске, который окончил в 1913 году, получив звание горного инженера по рудничной специальности. Проработав инженером всего год, в 1914 году. C началом Первой мировой войны он попал на фронт и находился в действующей армии до 1916 года. В 1916—1922 годах он заведовал отделом металлов в Управлении по распределению металлов в Совнархозе Новороссийска.
В 1921—1925 годах работал начальником партии Северо-Кавказского отделения Геолкома СССР. В 1923 году он переехал в Краснодар и в 1923—1931 годах стал работать преподавателем минералогии в Кубанском педагогическом институте в Краснодаре. В 1926 года там же стал доцентом, а с 1928 года — профессором.
Затем переехал в Москву, где началась его основная деятельность в качестве инженера-геолога. В 1932—1936 годах он руководил бюро инженерной геологии Гидроэлектропроекта в Москве. В 1933—1939 годах он заведовал лабораторией инженерной геологии ИМС, Спецгео. В этот период он стал сотрудничать с Ф. П. Саваренским.
В 1935—1945 годах И. В. Попов заведовал кафедрой инженерной геологии в МИСИ. С 1933 по 1947 г. он также был профессором геолого-почвенного факультета МГУ имени М. В. Ломоносова. С этого времени и до конца жизни его деятельность была тесно связана с Московским университетом. В 1937 году ему по совокупности опубликованных работ была присуждена учёная степень кандидата геолого-минералогических наук, хотя профессором он работал уже за десять лет до этого. Затем он стал готовить докторскую диссертацию, которую защитил на тему «Некоторые основы инженерно-геологического грунтоведения» и перед самой войной в 1941 году ему была присуждена учёная степень доктора геолого-минералогических наук. С 1943 года руководил кабинетом инженерной геологии во ВСЕГИНГЕО, а в 1945—1952 годах был заместителем директора ВСЕГИНГЕО по научной работе.
С 1954 года И. В. Попов стал работать профессором кафедры грунтоведения и инженерной геологии геологического факультета МГУ имени М. В. Ломоносова и одновременно оставался старшим научным сотрудником лаборатории гидрогеологических проблем АН СССР имени Ф. П. Саваренского. С этого периода он стал тесно сотрудничать с Е. М. Сергеевым.
Умер 22 ноября 1974 года в Москве.

## Научная деятельность
И. В. Попов сыграл огромную роль в становлении инженерной геологии как науки, в разработке её фундаментальных теоретических проблем. Круг научных интересов И. В. Попова был чрезвычайно широк и охватывал различные направления минералогии, гидрогеологии и инженерной геологии. С 1932 г. его научная деятельность была связана с гидротехническим строительством и инженерной геологией.
И. В. Попов руководил изысканиями для проекта Большой Волги в 1930-х годах, являлся экспертом и консультантом ряда крупнейших послевоенных строек в стране: Волго-Дона, Мингечаурской ГЭС, Токтогульской ГЭС, Московского метро, комбинатов КМА, СУБРа и многих др. Позже он работал на ряде крупных зарубежных объектов в Египте (Асуанская ГЭС на р. Нил) и в Китае. В 1955 году вместе с Е. М. Сергеевым участвовал в экспедициях по Западной Сибири и Северному Уралу. И. В. Попов разрабатывал широкий круг научных проблем — от изучения роли кристаллических структур вторичных минералов при формировании свойств глин, до учения о формациях при региональных инженерно-геологических исследованиях. Он впервые разработал учение о формациях при региональных инженерно-геологических исследованиях. Он опубликовал более 150 научных работ по различным вопросам грунтоведения и инженерной геологии, а также целый ряд учебников по инженерной геологии. Под его редакцией вышел ряд монографий, сборников и методических пособий, в том числе двухтомный труд «Инженерно-геологические исследования для строительства гидротехнических сооружений» (1950).
Большой вклад И. В. Попов внёс в развитие инженерной геодинамики, как одного из научных направлений инженерной геологии. Он занимался региональным изучением оползней, карста, просадок в лёссах и др., а также геологическими процессами и их проявлениями. Внедрял новые методы и технические средства при оценке инженерно-геологических условий и прогноза их изменения. Впервые предложил использовать методы физического моделирования при изучении ряда геологических процессов, создал на кафедре грунтоведения и инженерной геологии МГУ лабораторию инженерно-геологического моделирования.

## Педагогическая деятельность
Педагогическая деятельность И. В. Попова началась в 1923 году, когда он стал работать преподавателем минералогии в Кубанском педагогическом институте в Краснодаре. В 1926 году он там же стал доцентом, а с 1928 года — профессором. В этой должности в Кубанском институте он работал до 1931 года.
С 1935 года И. В. Попов стал заведовать кафедрой инженерной геологии в МИСИ, находясь на этой должности до 1945 года. В 1933—1947 годах он также работал профессором геолого-почвенного факультета МГУ имени М. В. Ломоносова. В 1954 году, когда кафедру грунтоведения и инженерной геологии на геологическом факультете МГУ имени М. В. Ломоносова возглавил Е. М. Сергеев, он пригласил его работать на кафедру в должности профессора. С этого времени и до последних своих дней И. В. Попов преподавал на этой кафедре, воспитав большое количество своих учеников — инженер-геологов, многие из которых впоследствии стали известнейшими учёными. Среди них: профессора Г. С. Золотарёв и Г. А. Голодковская, доктор геол.-мин. наук В. С. Федоренко, профессора Комаров, И. С. Комаров, М. В. Чуринов, Г. И. Тер-Степанян, Г. Л. Кофф и др. Он подготовил 30 кандидатов наук.

## Научно-организационная деятельность
Являлся членом Научного совета по грунтоведению и инженерной геологии АН СССР, был членом ВАКа, Международной ассоциации по механике грунтов, гидрогеологии и гидрологии, инженерной геологии.

## Основные труды
1. Основы инженерно-геологического грунтоведения/ Методич. пособ. — М.-Л., Госгеолиздат, 1941.- 223 с.
2. Криптоструктура глин при их деформациях. — ДАН СССР, т.45, № 4, 1944, c. 174—176
3. Микроскопические исследования структур глинистых пород. — В кн.: Проблемы советского почвоведения. — М., 1949, с. 174—210
4. Инженерная геология. / Учебн. — М., Госгеолиздат, 1951, — 444 с.
5. Значение кристаллической структуры минералов глинистых пород при формировании их свойств. — В сб.: Тр. совещ. по инж.-геол. свойствам горн. пород и методам их изучения. — М., Изд-во МГУ, 1956, с. 59-72
6. Некоторые задачи изучения глин для инж.-геол. целей. — В сб.: Исслед. и использование глин. (мат-лы совещ.) — Львов, 1958, с. 291—293
7. Попов И. В., Зубкович Г. Г. К вопросу о криптоструктуре глин. — В кн.: Соврем. представления о связанной воде в породах. — М., 1963, с. 21-34
8. Инженерная геология. 2-е изд., перераб и доп. — М., Изд-во МГУ, 1957, — 510 с.; 3-е изд. — 1959, — 510 с.
9. Основные положения учения о геол. формациях. — Сов. геология. 1960, № 4, с. 24-37
10. Инженерная геология СССР. Ч.1. Общие основы региональной инж. геол. — М., Изд-во МГУ, 1961. — 178 с.
11. Инженерная геол. СССР. Ч.II. Европейская часть СССР. — М., Изд-во МГУ, 1965.- 478 с.
12. Инженерная геол. СССР. Ч.III. Урал. Зап. Сибирь. — М., Изд-во МГУ, 1969.- 387 с.
13. Инженерная геол. СССР. Ч.IV. Кавказ. — М., Изд-во МГУ, 1971.- 247 с.
14. Инженерная геол. СССР. Ч.V. Казахстан. Средн. Азия. — М., Изд-во МГУ, 1974.- 431 с.

## Награды и премии
- Сталинская премия третьей степени (1952) — за создание методического руководства по инженерно-геологическим исследованиям для гидроэнергетического стпроительства
- Премия имени Ф. П. Саваренского АН СССР (1962) — за работу «Инженерная геология СССР», ч. I «Общие основы региональной инженерной геологии», опубликованную в 1961 году
- орден Ленина (1954)
- медали
- Ленинская премия, 1982 год (посмертно), за монографию «Инженерная геология СССР» в 8 томах (1976—1978)